# V moci posedlosti
V moci posedlosti (v anglickém originále Malice) je americko-kanadský kriminální film z roku 1993. Režisérem filmu je Harold Becker. Hlavní role ve filmu ztvárnili Alec Baldwin, Nicole Kidman, Bill Pullman, Bebe Neuwirth a Anne Bancroft.

## Obsazení
| Alec Baldwin    | Jed Hill/David Lilanfield |
| Nicole Kidman   | Tracy Safian              |
| Bill Pullman    | Andy Safian               |
| Bebe Neuwirth   | Dana Harris               |
| Anne Bancroft   | Mrs. Kennsinger           |
| Peter Gallagher | Dennis Riley              |
| Josef Sommer    | Lester Adams              |
| George C. Scott | Martin Kessler            |
| Tobin Bell      | Earl Leemus               |
| Gwyneth Paltrow | Paula Bell                |